# Johann Büttikofer

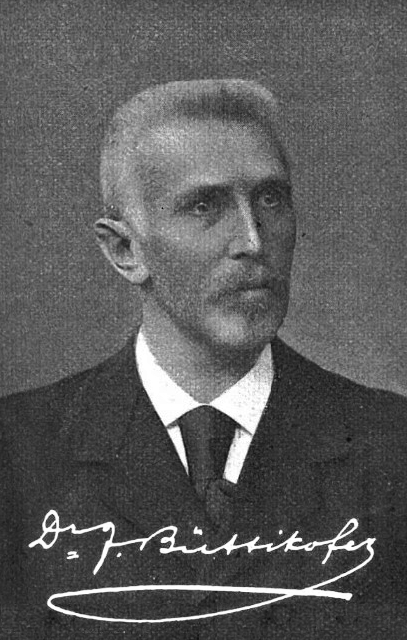
Johann Büttikofer

Johann Büttikofer (Ranflüh (gemeente Lützelflüh), 9 augustus 1850 – Bern, 24 juni 1927) was een Zwitsers ornitholoog die een groot gedeelte van zijn leven in Nederland woonde en werkte als museumbioloog, ontdekkingsreiziger, dierentuindirecteur en natuurbeschermer.

## Loopbaan
Büttikofer werd geboren in het Emmental en werkte aanvankelijk, van 1869 tot 1875, als onderwijzer in het dorpje Grasswil (nu gemeente Seeberg). In 1875 ging hij studeren aan de universiteit van Bern en werkte daar tevens als preparateur. In 1878 haalde Hermann Schlegel, toen directeur van het Rijksmuseum van Natuurlijke Historie, Büttikofer naar Leiden om daar te werken als zijn assistent, tegen een vergoeding van duizend gulden per jaar. Toen Schlegel in 1884 overleed, werd Büttikofer conservator van de vogelcollectie.
In 1897 werd hij de opvolger van A. A. van Bemmelen als directeur van de Diergaarde Blijdorp te Rotterdam. Verder was hij mede-oprichter van de Nederlandse Ornithologische Vereniging, waarvan hij tevens voorzitter was tussen 1911 en 1924. Tussen 1909 en 1924 was hij ook voorzitter van de in 1898 opgerichte Nederlandsche Vereeniging tot Bescherming van Vogels.
In 1900 schreef Büttikofer het voorwoord bij het boekje "De Algemeene Vogelbescherming, haar grondslag en uitvoering", dat vertaald was uit het Duits.
Het boekje was geschreven door Hans Graf von Berlepsch en beoogde richtlijnen te geven voor vogelbescherming. Büttikofer toonde zich in dit voorwoord kritisch over enkele aanbevelingen die ten doel hadden enkele schadelijk geachte vogels uit te roeien, zoals de huismus.
In 1895 kreeg hij een eredoctoraat van de Universiteit van Bern. In 1924 ging hij op 74-jarige leeftijd terug naar Zwitserland waar hij in 1927 in Bern overleed.

## Wetenschappelijke expedities
In de winter van 1879 stuurde Schlegel (op zijn kosten) Büttikofer op een wetenschappelijke expeditie naar West-Afrika (Liberia). In die tijd waren reizen naar de natte tropen voor Europeanen een riskante bezigheid. Echter, het maken van ontdekkingsreizen was een jeugddroom van hem. Büttikofer kwam in het voorjaar van 1882 uitgeput en ziek terug naar Europa; zijn reisgenoot C.F. Sala overleefde deze reis niet. Büttikofer ging eerst naar Zwitserland om te herstellen en hervatte in het najaar zijn werk in Leiden. In november 1886 ging hij opnieuw op expeditie in Liberia. Tijdens deze expedities naar Liberia verzamelde hij als eerste westerse wetenschapper complete specimens van het dwergnijlpaard.
Eind mei 1887 was Büttikofer weer terug in Leiden. Tussen half november 1893 en juli 1894 ging hij weer op expeditie, nu als lid van een groep wetenschappers met onder andere de arts en etnograaf Anton Willem Nieuwenhuis en de geoloog en bioloog Gustaaf Molengraaff in de binnenlanden van Borneo.
Büttikofer beschreef in totaal meer dan 30 (onder-)soorten vogels, waarvan er 15 anno 2024 als soort worden erkend:
- Pericrocotus lansbergei Büttikofer, 1886    - Floresmenievogel
- Ficedula riedeli (Büttikofer, 1886)         - Yamdenavliegenvanger
- Plocepasser rufoscapulatus Büttikofer, 1888 - Roodrugwever
- Jubula lettii (Büttikofer, 1889)            - Manenuil
- Lophoceros alboterminatus Büttikofer, 1889  - Kuiftok
- Rhipidura teysmanni Büttikofer, 1892        - Sulawesiwaaierstaart
- Locustella castanea (Büttikofer, 1893)      - Sulawesistruikzanger
- Trichoglossus weberi (Büttikofer, 1894)     - Floresregenbooglori
- Terpsiphone floris Büttikofer, 1894         - Kleine-soendaparadijsmonarch
- Corvus florensis Büttikofer, 1894           - Floreskraai
- Dicaeum annae (Büttikofer, 1894)            - Baardhoningvogel
- Malacopteron palawanense Büttikofer, 1895   - Palawantwijgtimalia
- Pachycephala teysmanni Büttikofer, 1893 -  Saleierfluiter
- Dicaeum wilhelminae  Büttikofer, 1892 - Soembahoningvogel
- Cinnyris teysmanni Büttikofer, 1893 - Floreszeehoningzuiger

Als eerbetoon is Büttikofers naam vereeuwigd in de wetenschappelijke namen van enkele vogelsoorten Cincloramphus bivittatus (Büttikofers zanger, vóór 2018 Buettikoferella geheten), Pellorneum buettikoferi (Büttikofers jungletimalia) en Cinnyris buettikoferi (Soembahoningzuiger).
- Bibliothèque nationale de France: cb16945025x (data)
- CiNii: DA05491588
- Gemeinsame Normdatei: 117639494
- Historisch woordenboek van Zwitserland: 042871
- International Standard Name Identifier: 0000 0001 1568 3068
- Library of Congress Control Number: no2004074059
- Nationale Bibliotheek van Israël: 987007290480405171
- Nederlandse Thesaurus van Auteursnamen: 073385522
- PIC: 285891
- Système universitaire de documentation: 090867211
- Virtual International Authority File: 42620257
- WorldCat: E39PBJk96dx8DRk8p9PrwYR7pP